# Marguerite Broquedisová

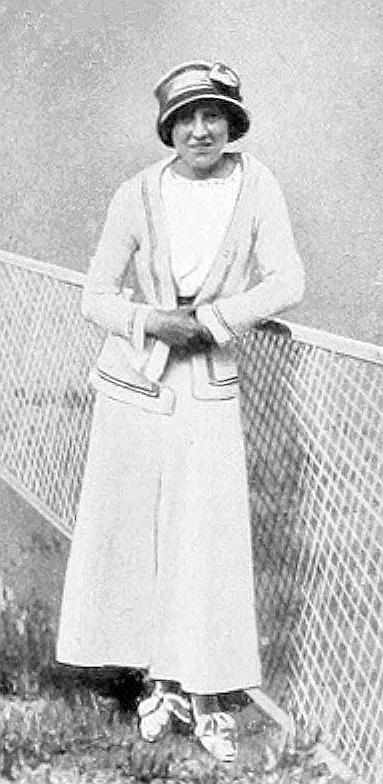
Marguerite Broquedisová

Marguerite Broquedisová (17. dubna 1893, Pau – 23. dubna 1983, Orléans) byla francouzská tenistka. Na letních olympijských hrách ve Stockholmu roku 1912 získala zlatou medaili v ženské dvouhře a bronzovou ve smíšené čtyřhře. Zúčastnila se též olympijských her v Paříži roku 1924. Dvakrát vyhrála Roland Garros, a to v letech 1913 a 1914.